# André Lambert (Künstler)
André Lambert (* 17. März 1884 in Stuttgart; † 24. November 1967 in Paris) war ein Schweizer Grafiker und Maler, der in Deutschland, Frankreich und Spanien lebte und arbeitete.

## Leben
André Henri Wilhelm Lambert war der älteste Sohn des Schweizer Architekten André-Louis Lambert. Seine Mutter war Gertrud Mathilde, geborene Jordan (* 23. September 1857 in Reutlingen), Tochter eines Professors in Stuttgart. Wie sein Vater begann Lambert ein Architekturstudium an der Technischen Hochschule in Stuttgart. 1903 ging er nach München, wechselte das Fach, wurde Schüler von Hugo von Habermann und schrieb sich 1905 an der Münchner Kunstakademie ein. Dort war laut Matrikelbuch Johann Caspar Herterich sein Lehrer in Zeichnen.
In Deutschland arbeitete er als Maler und Illustrator für Verlage und Zeitschriften. Zu seinen frühesten Jobs gehörte die Arbeit an der deutschen satirischen Zeitschrift Simplicissimus und der ebenfalls in München erscheinenden Konkurrenzzeitschrift Jugend.
Ab 1908 hielt sich André Lambert in Paris auf, studierte Malerei bei Fernand Cormon, befasste sich insbesondere mit Gauguin und Toulouse-Lautrec, und betätigte sich als Illustrator von Büchern. 1919 gründete er zusammen mit Georges Aubault de La Haulte Chambre (1873–1935) die Zeitschrift Janus. Seine Werkstätten lagen im Montparnasse und später auf der Île Saint-Louis im Quartier Notre-Dame. Zu dieser Zeit genoss er die Freundschaft zu einer großen Gruppe von Künstlern und Dichtern, die sich in Paris aufhielten. 
Mehrere Reisen unternahm er nach Spanien, besuchte das Valencianische Land und erreichte so auch Jávea. 1920 ließ sich Lambert dort nieder. Dem Anwesen mit Haus und Werkstatt auf einem zehn Hektar großen Land am Meer gab er den Namen seiner Pariser Zeitschrift Janus. Es liegt am südlichen Abschnitt des Küstenverlaufs in der Gegend von Portitxol in Höhe des Strandes Cala Blanca. Sein Vater André-Louis Lambert verbrachte das Ende seines Lebens in Xàbia, wo er auch beerdigt wurde.
André Lambert starb im November 1967 in Paris, wurde nach Jávea gebracht und unter den Kiefern von Cala Blanca begraben.

## Familie
André Lambert war mit Raquel Kostrinski verheiratet. Sie hatten einen Sohn und eine Tochter. Die Tochter Milagro Lambert Kostrinsky (* 19. April 1930 in Xàbia) wurde Malerin und 2016 Ehrenbürgerin von Jávea.

## Werk
Anfänglich erarbeitete Lambert Sujets mit Darstellungen und Karikaturen von Menschen in opulenten Kostümierungen und deren Maskeraden. Mitte der 1920er Jahre wurde er besonders für seine erotische Kunst bekannt. Les seuils empourprés (Die lila Seelen) ist das bekannteste erotische Werk von Lambert und baut auf den Themen und Techniken seines Portfolios von 1920 auf. Unter dem Pseudonym Ansaad de Lytencia, das Lambert auch für eine Serie von vier Drucken mit dem Titel Liebkosungen verwendete, steht auf der Titelseite das Motto Se trouve oû l'on peut et se montre quand il le faut („Sie finden es, wo Sie können und es wird angezeigt, wenn Sie es brauchen“). Jávea wurde die Inspiration des Aquarellisten, Malers und Graveurs André Lambert und seine Liebe zu diesem Land spiegelt sich in den vielen Landschaften wider, die Teil seiner Arbeit sind.

## Werke (Auswahl)
- Schöne Nacht, ausgestellt auf der Deutschen Kunstausstellung Köln, 1907
- Das Malweib, in Simplicissimus (1907)
- Les Sept Péchés capitaux (Die sieben Todsünden), sieben Kompositionen gemalt und gestochen (1918)
- La Foi (1920)
- Spaziergang im Park, Elegante Dame in Tornüre, begleitet von Mohr und Affe
- Scène orientaliste (Orientalistische Szene), Bleistift und Gouache auf Papier
- Carmen (1926)
- Les seuils empourprés, 15 Farbradierungen, signiert A. de Lytencia, wurde privat in einer limitierten Auflage von 225 Exemplaren veröffentlicht (1927)

### Illustrationen
- Metamorphosen von Ovid (Amores), Radierung des Schmutztitels und der Vignetten (1918)[5]
- Hoffmanns Erzählungen (1924)
- Candide von Voltaire (1932)
- Lazarillo de Tormes (1942)
- Salammbô von Flaubert (1948)
- Goethes Faust (1949)
- Salomé von Oscar Wilde (1953)
- Don Quijote

## Ehrungen
- „Andres Lambert“-Straße im Hafen von Xàbia
- „Ca Lambert“ (Centre D’Art André Lambert), Ausstellungsraum für temporäre Wanderausstellungen in Xàbia